# Lega Nazionale A 1932 (hockey su pista)
La Lega nazionale A 1932 è stata la 1ª edizione del torneo di primo livello del campionato svizzero di hockey su pista. Esso è organizzato dalla Federazione Svizzera di hockey su rotelle. La competizione è iniziata il 20 febbraio e si è conclusa il 3 aprile 1932.
Il torneo è stato vinto dal Montreux per la 1ª volta nella sua storia.

## Squadre partecipanti
| Club           | Stagione | Città    | Impianto | Stagione precedente |
| -------------- | -------- | -------- | -------- | ------------------- |
| Étoile Carouge | Dettagli | Carouge  |          |                     |
| Montreux       | Dettagli | Montreux |          |                     |
| Urania Ginevra | Dettagli | Ginevra  |          |                     |

## Risultati
| Andata  | Andata | Incontri                      | Ritorno | Ritorno |
|         |        |                               |         |         |
| 20 feb. | 11-2   | Étoile Carouge-Urania Ginevra | 5-3     | 20 mar. |
| 20 feb. | 1-8    | Urania Ginevra-Montreux       | 1-12    | 20 mar. |

| Andata  | Andata | Incontri                | Ritorno | Ritorno |
|         |        |                         |         |         |
| 20 mar. | 10-1   | Montreux-Étoile Carouge | 3-3     | 3 apr.  |

## Classifica finale
|                     | Pos. | Squadra        | Pt | G | V | N | P | GF | GS | DR  |
| ------------------- | ---- | -------------- | -- | - | - | - | - | -- | -- | --- |
| Svizzera (bandiera) | 1.   | Montreux       | 7  | 4 | 3 | 1 | 0 | 33 | 6  | +27 |
|                     | 2.   | Étoile Carouge | 5  | 4 | 2 | 1 | 1 | 20 | 18 | +2  |
|                     | 3.   | Urania Ginevra | 0  | 4 | 0 | 0 | 4 | 7  | 36 | -29 |

Legenda:
      Campione di Svizzera.
Note:
Due punti a vittoria, uno per il pareggio, zero a sconfitta.

## Verdetti
| Verdetto                  | Club                 |
| ------------------------- | -------------------- |
| Campione di Svizzera 1932 | Montreux (1º titolo) |